# Đền Trapeang Ropeak

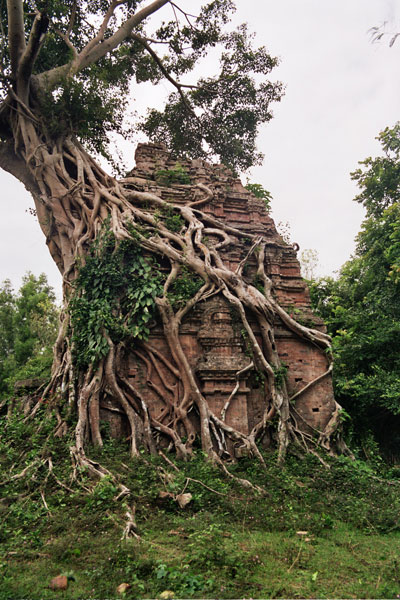
Đền Cây Nuốt

Đền Trapeang Ropeak, nơi thờ thần Indra - là một trong nhóm 7 ngôi đền còn nguyên vẹn trong quần thể cố đô cố đô Sambor Prei Kuk được xây dựng vào thế kỷ 7, nguyên là kinh đô của vương quốc Chân Lạp xưa. Nó có niên đại sớm hơn cả các di tích trong quần thể Angkor. Các kiến trúc của cố đô hoàn toàn bằng gạch và được xây dựng hoàn toàn không có chất kết dính. Cố đô gồm có nhiều tháp nhỏ hình ống cao trong đó nhóm đền Trapeang Ropeak hầu như còn nguyên vẹn nhất trong quần thể di tích và là điểm tham quan hấp dẫn nhất trong khu di tích vì phần lớn ngôi đền bị các cây cổ thụ nuốt trọn mà người ta gọi là nhóm "cây nuốt đền".

## Lịch sử
Đền hiện nay nằm ở vị trí từ thủ đô Phnôm Pênh ngược lên quốc lộ 6 lên thị xã Kompong Thom và sau đó ngược lên hướng Đông Bắc, đi trên con đường đất đỏ cực kỳ xấu dẫn vào rừng sâu. Khu đền này có 54 cụm tháp lớn nhỏ nằm rải rác trong khu rừng hoang rộng đến 30km2. Trước ngày 11-3-2003 - ngày chính phủ chính thức cho mở cửa khu đền - ít ai dám vào rừng một mình vì còn rất nhiều bom mìn và không có lối đi, rất dễ lạc lối.
Sử sách ghi lại thì từ giữa thế kỷ thứ 6, vương quốc Phù Nam đã bắt đầu suy yếu do những cuộc trường chinh, Bhavavarman - một người thuộc dòng dõi hoàng gia - đã lấy công chúa Chân Lạp và sau đó được tôn làm vua nước này. Theo các văn bia cổ được tìm thấy ở khu vực Chamkrong, chính vị vua Bhavavarman đã biến cuộc hôn nhân của mình thành nền móng cho việc ra đời vương triều Kampuja - ánh bình minh của đế chế Khơme hùng mạnh sau này.
Chính vua Isanavarman I (615 - 635), cháu của Bhavavarman, là người quyết định dựng kinh đô tại Sambo Prey Kuk vào giữa thế kỷ thứ 7.
Ngay từ khi phát hiện khu đền ẩn mình trong rừng, người ta đã tìm ra nhiều bia ký được khắc từ thời Isanavarman I cho thấy đó là một kinh thành to lớn và tráng lệ.
Nhà sử học đời nhà Tùy - Trung Quốc ghi chép lại khung cảnh của Sambo Prey Kuk này xưa: "Nhà vua sống trong cung điện giữa kinh đô đông đến hơn hai vạn hộ. Ở trung tâm kinh đô có một hoàng cung là nơi nhà vua thiết triều và tiếp kiến sứ thần... Cứ ba ngày một lần, nhà vua ra ngự ở hoàng cung, ngồi trên một cái sập bằng gỗ hương sơn son thếp vàng. Phía trên sập có treo một khung trần bằng ngà voi trang trí những bông hoa mạ vàng, bốn phía căng đủ các thứ gấm vóc, toàn bộ cái sập trông như một tòa lâu đài".

Bốn bề cố đô là rừng rậm, đó đây là những phế tích tường thành, hồ công chúa, vọng gác, đền thờ..., những hình bóng của một kinh đô ngàn năm trước hoàn toàn đổ nát tại các đền đài chính. Duy chỉ có 2 khu vực dành cho du khách tham quan còn nguyên vẹn là Đền sư tử Yeai Pourn và nhóm Đền Trapeang Ropeak.

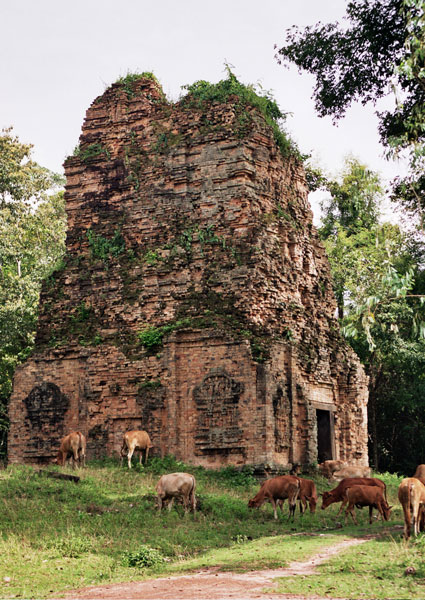
Nhóm tháp N16 cụm A

## Miêu tả
Đền Trapeang Ropeak, nơi thờ thần Indra vẫn còn nguyên hình hài, vào bên trong đền nhiều nơi như đã mục ruỗng, đỉnh tháp đã bị sụp, lộ ra ánh sáng bên trên đỉnh tháp, những rễ cây cổ thụ đã bao bọc trùm kín cả ngôi đền trông thật ấn tượng và đặc biệt các phù điêu với nhiều hoa văn, họa tiết cực kỳ tinh xảo và sống động.

Trên vách đền có nhiều lỗ thủng, là nơi người xưa đã đính kim cương và ngọc quý, những báu vật này đã biến mất một cách bí ẩn. Ở những tháp đền trong khu vực hoàng cung, những đoạn tường thành với nét điêu khắc tuyệt mỹ vẫn còn nằm rải rác khắp khu rừng, các đền bệ thờ cúng Linga to lớn và những bức tượng thần Shiva vẫn lăn lóc đây đó theo thời gian. 

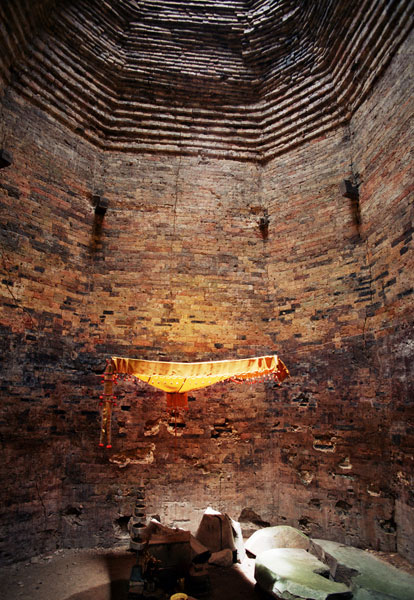
Bên trong cụm tháp N7 nhóm C

Những ngôi đền ở đây bị bao bọc hoặc "nuốt chửng" bởi những cây da hàng ngàn năm tuổi, nhiều cây trong ruột của nó chỉ còn là dấu vết của những ngôi đền to lớn, người địa phương gọi đó là "những cây nuốt đền".
Đền vẫn còn là bí ẩn đối với các nhà khoa học về cách xây dựng đền và cả về lịch sử, niên đại và về các vị vua trì vì lúc bấy giờ.

Đền là nơi cầu mưa và là nơi cúng bái của cả dân làng Sambor vì sự linh thiêng mà cũng là nơi tiên đế đã mở ra triều đại.

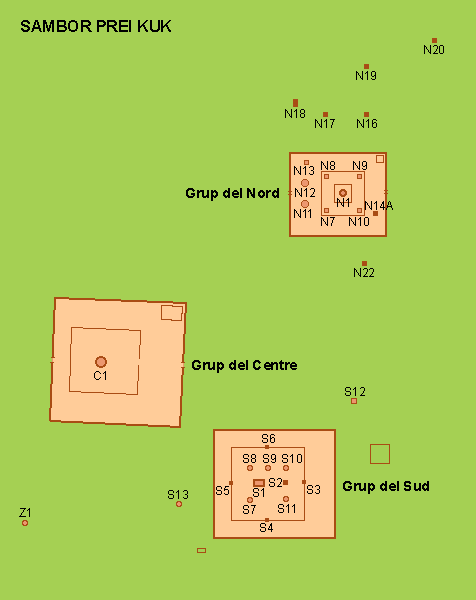
Bản đồ tổng thể di tích

## Tình trạng
Cố đô chìm vào quên lãng tiếp theo hàng ngàn năm xây dựng sau đó khi các triều đại Angkor quyết định dời đô về Siem Reap để xây dựng một đế chế mới.

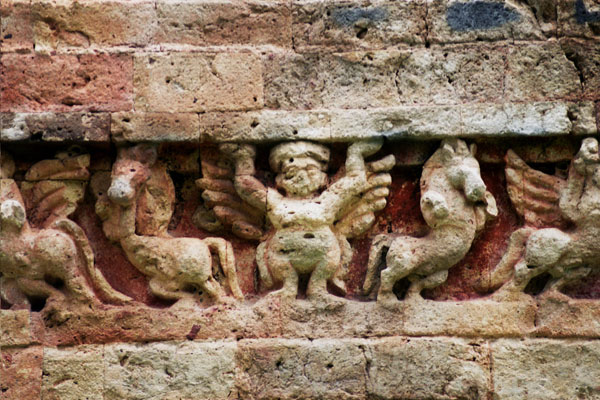
Điêu khắc trên gạch cụm tháp N7 nhóm B

Cố đô nằm tại tỉnh Kampong Thom, bị chìm vào rừng sâu và bị quên lãng. Các cây cổ thụ bao bọc lấy cố đô như minh chứng cho sự trường tồn và một sức sống mãnh liệt. Các rễ của các cây đại thụ mọc bao trùm lên ngôi đền khiến cho chúng ta cảm giác có sự đấu tranh giữa các ngôi đền trong cố đô và thiên nhiên - nhưng cuối cùng thiên nhiên cũng đã thắng với các bộ rễ ôm trọn các ngôi tháp.Những cụm đền tháp ở đây rất giống với tháp Chàm, sản phẩm của nền văn hoá Champa ở miền Trung Việt Nam ngày nay, lý do đơn giản, cả hai vương quốc đều nằm trong vùng ảnh hưởng văn minh Ấn Độ.
Sự hủy diệt của thiên nhiên khiến cho ngôi đền rất hoang tàng - gần như là đổ nát và bị hủy hoại rất nặng nề khiến cho công việc trùng tu gặp rất nhiều khó khăn. Các bức tranh điêu khắc trên đá bị thời gian xóa nhòa khiến cho việc định hình các tác phẩm này gặp rất nhiều khó khăn.
Hơn một thiên niên kỷ đã trôi qua, đền tháp vẫn còn đó, có những ngôi đền còn khá nguyên vẹn. Nếu ở Angkor là cuộc chiến kỳ thú giữa những cây tung cổ thụ với mái đền đá ở Ta Prohm, thì ở đây, những cây đa cổ quái đang ra sức nuốt chửng ngôi đền. Cảnh tượng không kỳ vĩ như ở Angkor mà có vẻ khá… tàn nhẫn. Hình ảnh một ngôi đền nằm lọt thỏm giữa tầng tầng lớp lớp rễ cây có thể gợi lên những suy ngẫm về sự thịnh suy của lịch sử. Tường thành của kinh đô xưa nay chỉ còn là những vệt mờ bị cỏ cây phủ lấp, chỉ có ngôi tháp vẫn đứng sừng sững và khắp nơi là dấu vết văn hoá phồn thực với những linga và yoni. Sambor Prei Kuk không hoành tráng lộng lẫy như Ayuthaya ở Thái Lan, không đồ sộ như Angkor, nhưng vẻ trầm mặc, sự thô ráp mạnh mẽ toát lên từ những ngôi đền tháp còn lại sau bao biến thiên của lịch sử cũng đủ làm rung động những ai đã chịu khó… tới đây, vì quả thực nơi này khá hẻo lánh, ít người biết, ít khách du lịch để ý đến nó trên lộ trình đi Angkor.
Điểm tham quan này đang được các công ty du lịch khai thác, trước mắt các di tích chưa thu hút khách vì xa xôi và sự đổ nát của các ngôi đền và di tích vẫn còn đầy rẫy bom mìn. Ngôi đền vẫn đang trong giai đoạn trùng tu.